# Witoldów (powiat radomski)
Witoldów – przysiółek w Polsce położona w województwie mazowieckim, w powiecie radomskim, w gminie Przytyk.
Witoldów wchodzi w skład sołectwa Glinice.
W latach 1975–1998 miejscowość należała administracyjnie do województwa radomskiego.
Wierni Kościoła rzymskokatolickiego należą do parafii św. Marii Magdaleny we Wrzeszczowie.